# Distrito de Koboko
El distrito de Koboko es uno de los numerosos distritos ugandeses, localizado al noroeste de Uganda. Fue un condado del distrito de Arua hasta el 1 de julio de 2005. El nombre de este distrito se debe a su capital, la ciudad de Koboko. Limita con Sudán del Sur y la República Democrática del Congo.
Su superficie total es de 821 kilómetros cuadrados.

## Población
Posee 131.604 pobladores según cifras del censo de 2002, y una superficie de 821 km², lo que da una densidad de 160 habitantes por kilómetro cuadrado.
- Datos: Q1318857